# Kemal Türkler
Kemal Türkler (ur. 1926 w Denizli, zm. 22 lipca 1980 w Stambule) – turecki działacz związkowy, założyciel i pierwszy przewodniczący Konfederacji Rewolucyjnych Związków Zawodowych Turcji oraz jeden z założycieli Partii Pracujących Turcji.

## Życiorys
Urodził się w 1926 w Denizli jako pierwsze dziecko w biednej rodzinie, która pracowała przy wycince drzew. Szkołę średnią ukończył w 1944, a następnie odbył służbę wojskową w stopniu oficera rezerwy w 1946. Przez rok pracował jako urzędnik państwowy w dzielnicy Tavas w rodzinnym mieście. W 1947 rozpoczął studia na Wydziale Prawa Uniwersytetu Stambulskiego.
Przez długi czas pracował jako metalowiec. Został przewodniczącym Tureckiego Związku Metalowców (Türkiye Maden-Iş). Był czołową postacią demokratycznego ruchu związkowego w Turcji. 13 lutego 1961 był jednym z założycieli Partii Pracujących Turcji (TİP), natomiast w 1967 uczestniczył w powstaniu Konfederacji Rewolucyjnych Związków Zawodowych, której pozostał przewodniczącym do 1977.
22 lipca 1980 został śmiertelnie postrzelony przed swoim domem w Merter w Stambule przez nacjonalistycznych bojowników Partii Narodowego Działania (MHP).